# Janiszowice (Brody)
Janiszowice (deutsch Jähnsdorf) ist ein Dorf in der Stadt-und-Land-Gemeinde Brody im Powiat Żarski in der Woiwodschaft Lebus in Polen.
Es liegt in der Niederlausitz östlich der Neiße an der Grenze zu Deutschland.

## Geschichte
Das Dorf Jähnsdorf gehörte zu Herrschaft und Amt Pförten. Es war in Sacrow eingepfarrt. Seit 1816 gehörte es zum Kreis Sorau  in der Provinz Brandenburg.
Seit 1945 gehört der Ort zu Polen.

## Einwohner
- 1840 148[2]
- 1933 195[3]
- 1939 183
- 2007 79